# バスカヴィル家の犬 (1959年の映画)
『バスカヴィル家の犬』（原題: The Hound of the Baskervilles）は 1959年にイギリス・アメリカ合作のミステリー映画。製作はハマー・フィルム・プロダクション。アーサー・コナン・ドイル原作の、シャーロック・ホームズが活躍する同名小説の映画化。ホームズ役は怪奇ホラーの名優ピーター・カッシング。監督はテレンス・フィッシャー。
日本では劇場未公開でビデオソフトが発売されている。

## ストーリー
私立探偵シャーロック・ホームズとジョン・ワトソン医師は、ダートムーアの名門バスカヴィル家の主治医であるモーティマー医師から、先代当主の変死に伴い新たに当主となるヘンリー・バスカヴィル卿の警護を依頼される。ホームズはロンドンのホテルでヘンリー卿と面会したが、その最中に毒グモが卿を襲った。卿が何者かに狙われている事は明らかになったが、ホームズは他の仕事がありロンドンを離れられず、代わってワトソン医師がダートムーアに同行する事となった。

## キャスト
- シャーロック・ホームズ：ピーター・カッシング
- ジョン・ワトソン：アンドレ・モレル
- ヘンリー・バスカヴィル卿：クリストファー・リー
- セシル：マーラ・ランディ
- モーティマー医師：フランシス・デ・ウルフ

## 製作
『フランケンシュタインの逆襲』（1957年）と『吸血鬼ドラキュラ』（1958年）を連続ヒットさせ、ホラー映画メーカーとして知られたハマー・フィルムが、ホームズシリーズの長編『バスカヴィル家の犬』を米国のユナイテッド・アーティスツと共同で映画化した作品。ホームズ映画初のカラー作品でもある。
主要スタッフ・キャストは上記2作同様の顔触れが揃えられた。監督はテレンス・フィッシャー。ホームズにはフランケンシュタイン男爵役とヴァン・ヘルシング役で主演してきたピーター・カッシング。フランケンシュタイン・モンスター、ドラキュラ伯爵と怪物役を演じてきたクリストファー・リーは、警護を受ける依頼人側のヘンリー・バスカヴィル卿役で出演した。リーにとってハマー作品で初めての普通の人間役であった。

## 評価と影響
興行成績は上記2作ほどには伸びず、シリーズ化はされなかった。しかし、元々ホームズファンでもあったカッシングが、研究を重ねて演じたホームズはアメリカの『ニューズウィーク』誌が「最高のホームズ」と評するなど賞賛を受けた。カッシングはこの後1968年にBBCのテレビシリーズ、1984年に単発のテレビスペシャルでホームズを演じた。

## 備考
本作でヘンリー・バスカヴィルを演じたクリストファー・リーはこの後、ドイツ映画やイギリスのテレビドラマでホームズを演じた。またビリー・ワイルダー監督の『シャーロック・ホームズの冒険』（1970年）ではシャーロックの兄マイクロフト・ホームズを演じ、映画でホームズ兄弟両方を演じた唯一の俳優とされている。その後、リーは1991年と1992年にイギリスのテレビドラマでもシャーロックを演じた。